# Алгебраическое расширение
Алгебраи́ческое расшире́ние — расширение поля {\displaystyle \mathbb {E} \supset \mathbb {K} }, где каждый элемент {\displaystyle \alpha \in \mathbb {E} } алгебраичен над {\displaystyle \mathbb {K} }, то есть существует аннулирующий многочлен {\displaystyle f_{\alpha }(x)} с коэффициентами из {\displaystyle \mathbb {K} }, для которого {\displaystyle \alpha } является корнем, то есть {\displaystyle f_{\alpha }(\alpha )=0}.

## Свойства
- Любое конечное расширение алгебраично.
- Расширения {\displaystyle \mathbb {E} \supset \mathbb {F} } и {\displaystyle \mathbb {F} \supset \mathbb {G} } алгебраичны, тогда и только тогда, когда {\displaystyle \mathbb {E} \supset \mathbb {G} } алгебраично.